# Gare de Joué-lès-Tours
La gare de Joué-lès-Tours est une gare ferroviaire française de bifurcation de la ligne des Sables-d'Olonne à Tours et de la ligne de Joué-lès-Tours à Châteauroux, située sur le territoire de la commune de Joué-lès-Tours, dans le département d'Indre-et-Loire, en région Centre-Val de Loire.
C'est une gare de la Société nationale des chemins de fer français (SNCF), desservie par des trains TER Centre-Val de Loire.

## Situation ferroviaire
Établie à 73 mètres d'altitude, la gare de bifurcation de Joué-lès-Tours est située au point kilométrique (PK) 245,149 de la ligne des Sables-d'Olonne à Tours, entre les gares de Ballan et de Tours.
Elle est également l'origine au PK 241,192 de la ligne de Joué-lès-Tours à Châteauroux, la gare suivante étant celle de La Douzillère.

## Histoire

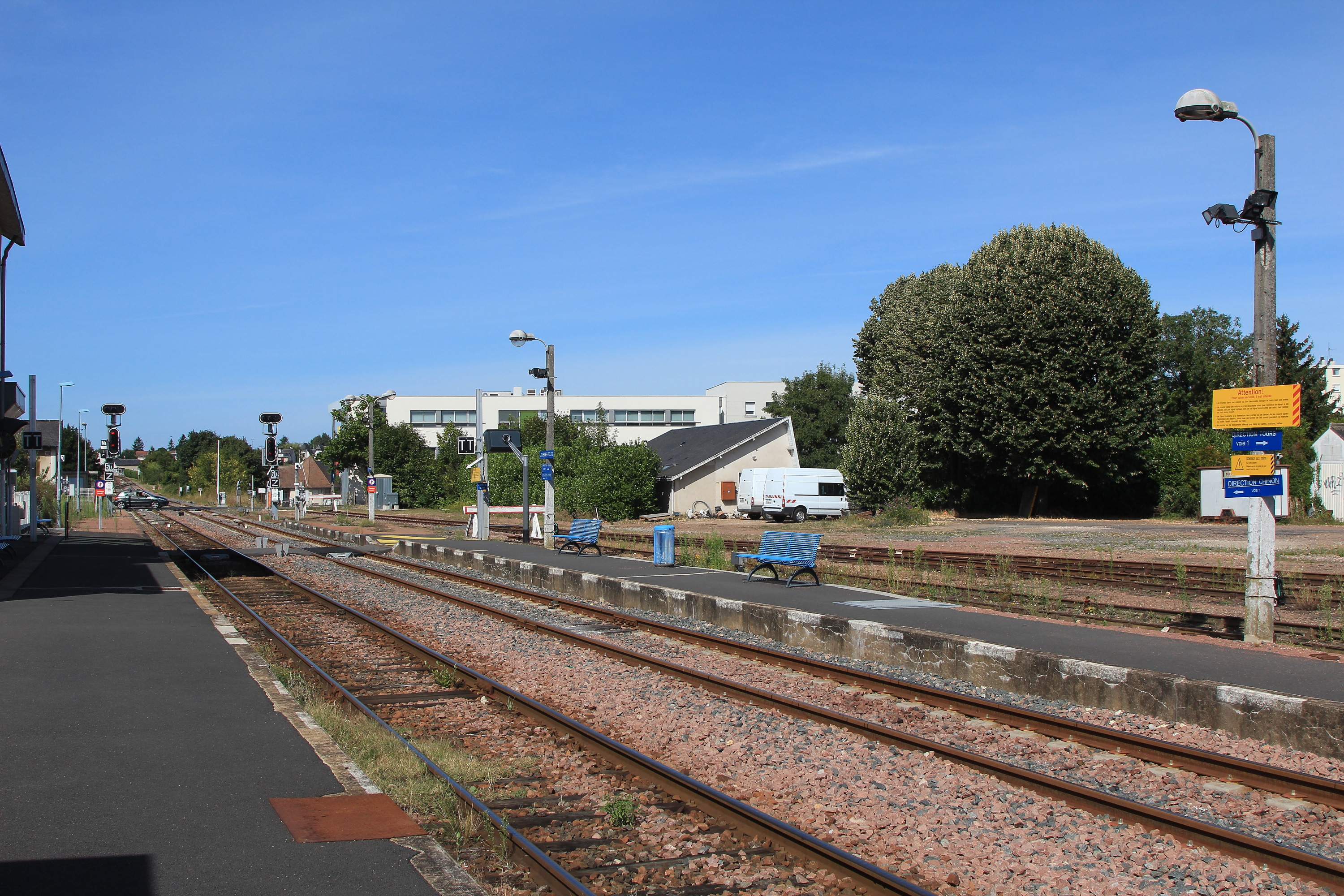
Les voies et quais de la gare, vus en direction de Chinon et Loches.

La gare a été ouverte le 19 avril 1875 par la Compagnie des chemins de fer de la Vendée lors de la mise en service de la section de Chinon à Joué-lès-Tours. Le 31 mai 1875, la ligne était prolongée jusqu'à Tours (gare de l'État, qui était contiguë à celle de la Compagnie du chemin de fer de Paris à Orléans (PO) et qui disparut en 1928). En 1878, est venue se greffer la ligne vers Châteauroux.
Le 5 mai 1970, la section d'origine entre Joué-lès-Tours et Tours était abandonnée dans le cadre de la canalisation du Cher destinée à rendre constructible ses rives. Un nouveau raccordement entre Joué-lès-Tours et la ligne de Paris-Austerlitz à Bordeaux-Saint-Jean était mis en service simultanément.

## Fréquentation
De 2015 à 2022, selon les estimations de la SNCF, la fréquentation annuelle de la gare s'élève aux nombres indiqués dans le tableau ci-dessous.
| Année     | 2015   | 2016   | 2017   | 2018   | 2019   | 2020   | 2021   | 2022   | 2023   |
| --------- | ------ | ------ | ------ | ------ | ------ | ------ | ------ | ------ | ------ |
| Voyageurs | 64 733 | 59 882 | 58 228 | 54 472 | 59 792 | 40 648 | 44 320 | 60 999 | 62 174 |

## Service des voyageurs

### Accueil
Gare SNCF, elle dispose d'un bâtiment voyageurs, avec guichets, ouvert tous les jours. Elle est équipée d'automates pour l'achat de titres de transport.
Elle dispose de deux voies et de deux quais de 124 et de 170 mètres de longueur utile qui permettent de réceptionner jusqu'à trois autorails X 73500, matériel qui assure l'intégralité de la desserte entre Tours et Chinon depuis novembre 2008.

### Desserte
Joué-lès-Tours est desservie par des trains du réseau TER Centre-Val de Loire qui circulent entre Tours et Chinon (ligne no 29) et entre Tours et Reignac, voire au-delà jusqu’à Loches (ligne no 31).

### Intermodalité

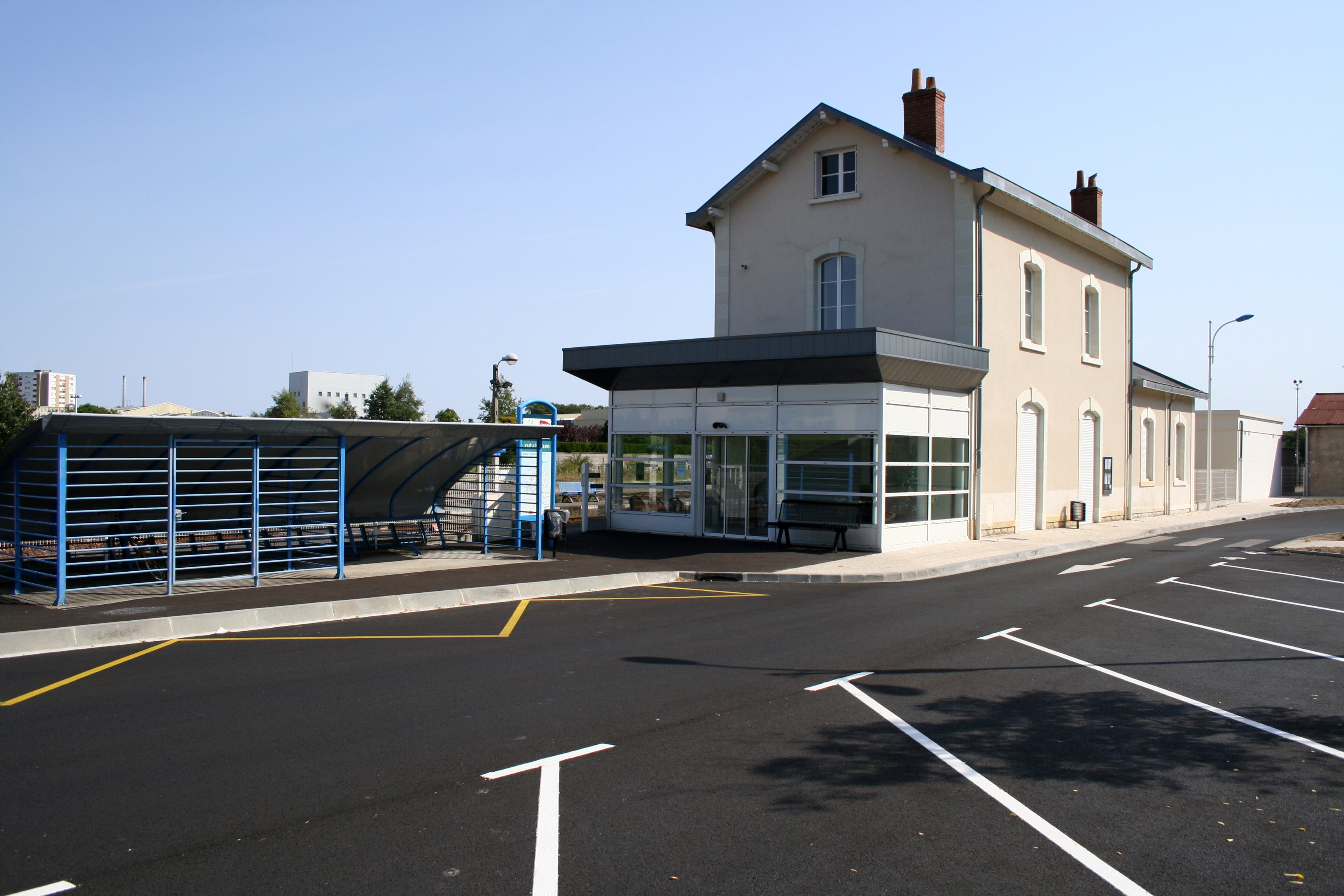
Parc à vélos et parking devant la gare.

Un parc pour les vélos et un parking pour les véhicules y sont aménagés. La gare est desservie par le réseau de bus urbain de l’agglomération de Tours Fil bleu (lignes 15 et 30).
Les cars TER Centre circulant entre Tours et Chinon en complément de la desserte ferroviaire ne desservent par la gare, l’arrêt le plus proche se trouvant sur le boulevard Jean-Jaurès (arrêt « Berthelot »).

## Service des marchandises
Cette gare est ouverte au service du fret (train massif et desserte d'installations terminales embranchées).